# Dora 2021
Das 23. Dora-Festival fand am 13. Februar 2021 in der Marino Cvetkovic Sports Hall in Opatija statt und war die kroatische Vorentscheidung für den Eurovision Song Contest 2021 in Rotterdam (Niederlande). Albina gewann mit ihrem Lied Tick-Tock.

## Format

### Konzept
Zuerst kündigte die kroatische Rundfunkanstalt Hrvatska radiotelevizija (HRT) im Juni 2020 an, dass der Sieger vom Festival 2020 Damir Kedžo kein automatisches Startrecht beim Eurovision Song Contest erhält. Im Oktober 2020 gab HRT dann an, dass auch 2021 wieder das Dora-Festival den Beitrag von Kroatien bestimmen wird. Austragungsort soll erneut die Marino Cvetkovic Sports Hall in Opatija, die bereits 2019 und 2020 als Austragungsstätte fungierte. Ebenso sollte das Format von 2019 und 2020 mit 16 Teilnehmern fortgeführt werden. Am 26. Oktober 2020 veröffentlichte HRT dann die Regeln für 2021, diese besagen, dass nun 14 statt zuvor 16 Beiträgen teilnehmen werden. Es gebe darüber hinaus vier Notfall-Beiträge, die den Startplatz eines Interpreten einnehmen, sollte dieser vor den Proben sich vom Festival zurückziehen. Sollte sich während der Proben jemand zurückziehen, greifen diese Beiträge allerdings nicht mehr. Ebenso dürfen nur fünf Personen gleichzeitig auf der Bühne sein. Darüber hinaus darf der Hintergrundgesang erstmals vom Band abgespielt werden. HRT änderte diese Regel im Einklang mit den Regeln des ESC 2021, wo ebenso erstmals der Hintergrundgesang vom Band abgespielt werden darf.
Da die COVID-19-Pandemie weiterhin Bestand hat, hat HRT vier Szenarien ausgearbeitet, wie das Dora-Festival 2021 auf jeden Fall stattfinden kann. Allerdings erläuterte HRT diese vier nicht näher, allerdings sollen sie sich an denen vom Eurovision Song Contest 2021 orientieren.

### Beitragswahl
Vom 26. Oktober 2020 bis zum 10. Dezember 2020 konnten Beiträge bei HRT eingereicht werden. Lediglich kroatische Staatsbürger durften Beiträge einreichen, ebenso mussten diese mindestens 16 Jahre alt sein. Erstmals durften Beiträge in allen europäischen Sprachen eingereicht werden. Zuvor durften nur Beiträge auf Kroatisch, Englisch, Italienisch, Deutsch und Französisch eingereicht werden.

## Teilnehmer
Am 15. Dezember 2020 veröffentlichte HRT die Liste mit dem Liedern inklusive Interpreten und Liedermachern.

### Zurückkehrende Interpreten
Mit Tony Cetinski kehrt der Sieger der Dora 1994 zum Wettbewerb zurück. Vor der Teilnahme Kroatiens am Eurovision Song Contest nahm er bereits an der Jugovizija 1991 teil. Darüber hinaus nahm Bernarda Brunović im Jahre 2011 an der Schweizer Vorentscheidung zum Grand Prix teil.
| Interpret            | Jahr                                             |
| -------------------- | ------------------------------------------------ |
| Mia Negovetić        | 2020                                             |
| Tony Cetinski        | 1993, 1994 (Sieger), 2001                        |
| Bernarda Brunović    | 2019                                             |
| Sandi Cenov          | 1993, 2006                                       |
| Beta Sudar           | 2019                                             |
| Bojan Jambrošić      | 2019, 2020                                       |
| Kristijan Rahimovski | 2006, 2007 jeweils als Teil der Gruppe Raspashow |

## Finale
Das Finale fand am 13. Februar 2021 in der Marino Cvetkovic Sports Hall in Opatija statt. Die Startreihenfolge wurde am 18. Januar 2021 bekannt gegeben. Albina konnte sich sowohl im Jury- als auch im Televoting durchsetzen und gewann folglich den Vorentscheid mit ihrem Lied Tick-Tock.
| Platz | Startnr. | Interpret                            | Lied Musik (M) und Text (T)                                                                                    | Sprache             | Übersetzung (Inoffiziell) | Jury Punkte | Zuschauer            | Zuschauer     | Zuschauer | Zuschauer | Gesamt Punkte |
| Platz | Startnr. | Interpret                            | Lied Musik (M) und Text (T)                                                                                    | Sprache             | Übersetzung (Inoffiziell) | Jury Punkte | Stimmen (Televoting) | Stimmen (SMS) | Gesamt    | Punkte    | Gesamt Punkte |
| ----- | -------- | ------------------------------------ | --- | ------------------- | ------------------------- | ----------- | -------------------- | ------------- | --------- | --------- | ------------- |
| 01.   | 13       | Albina                               | Tick-Tock M: Branimir Mihaljević; T: Max Cinnamon, Tihana Buklijaš Bakić                                       | Englisch, Kroatisch | Tick-Tack                 | 78          | 6.609                | 1.688         | 8.297     | 120       | 198           |
| 02.   | 01       | Nina Kraljić (Alkonost of Balkan)    | Rijeka M: Hana Librenjak; T: Miki Solus, Nina Kraljić                                                          | Kroatisch           | Fluss                     | 68          | 3.745                | 1.575         | 5.320     | 077       | 145           |
| 03.   | 12       | Mia Negovetić                        | She’s Like a Dream M/T: Mia Negovetić, Linnea Deb, Denniz Jamm, Denise Kertes                                  | Englisch            | Sie ist wie ein Traum     | 67          | 3.143                | 0471          | 3.614     | 052       | 119           |
| 04.   | 09       | Klapa Cambi                          | Zaljubljen M/T: Miljko Mirković                                                                                | Kroatisch           | Verliebt                  | 47          | 4.488                | 0393          | 4.881     | 071       | 118           |
| 05.   | 07       | Filip Rudan                          | Blind M: Filip Rudan, Antonio Franić, Hrvoje Domazet; T: Filip Rudan, Antonio Franić                           | Englisch            | Blind                     | 65          | 3.204                | 0460          | 3.664     | 053       | 118           |
| 06.   | 06       | ToMa                                 | Ocean of Love M: Adriana Pupavac, Andreas „Beemon“ Björkman, Kalle Persson, Tomislav Marić; T: Adriana Pupavac | Englisch            | Ozean der Liebe           | 64          | 2.121                | 0574          | 2.695     | 039       | 103           |
| 07.   | 04       | Bernarda Brunović                    | Colors M/T: Bernarda Brunović, Borislaw Milanow                                                                | Englisch            | Farben                    | 77          | 1.131                | 0413          | 1.544     | 022       | 099           |
| 08.   | 14       | Tony Cetinski & Kristijan Rahimovski | Zapjevaj, sloboda je! M/T: Kristijan Rahimovski                                                                | Kroatisch           | Singe, es ist Freiheit!   | 30          | 2.746                | 0464          | 3.210     | 047       | 077           |
| 09.   | 03       | Ella Orešković                       | Come This Way M: Siniša Reljić Simba; T: Ella Orešković                                                        | Englisch            | Nehme diesen Weg          | 26          | 1.425                | 0336          | 1.761     | 026       | 052           |
| 10.   | 02       | Eric Vidović                         | Reci mi M/T: Eric Vidović                                                                                      | Kroatisch           | Sag es mir                | 29          | 0659                 | 0408          | 1.067     | 016       | 045           |
| 11.   | 10       | Ashley Colburn & Bojan Jambrošić     | Share The Love M: Ivan Škunca; T: Ashley Colburn, Ivan Škunca                                                  | Englisch            | Teile die Liebe           | 09          | 2.237                | 0094          | 2.331     | 034       | 043           |
| 12.   | 08       | Beta Sudar                           | Ma zamisli M/T: Predrag Martinjak                                                                              | Kroatisch           | Stell dir vor             | 08          | 0456                 | 0084          | 0540      | 008       | 016           |
| 13.   | 11       | Brigita Vuco                         | Noći pijane M/T: Brigita Vuco                                                                                  | Kroatisch           | Betrunkene Nächte         | 07          | 0504                 | 0078          | 0582      | 008       | 015           |
| 14.   | 05       | Sandi Cenov                          | Kriv M: Siniša Reljić Simba; T: Fayo                                                                           | Kroatisch           | Schuldig                  | 05          | 0403                 | 0082          | 0485      | 007       | 012           |